# Ganggrab Stuehøj

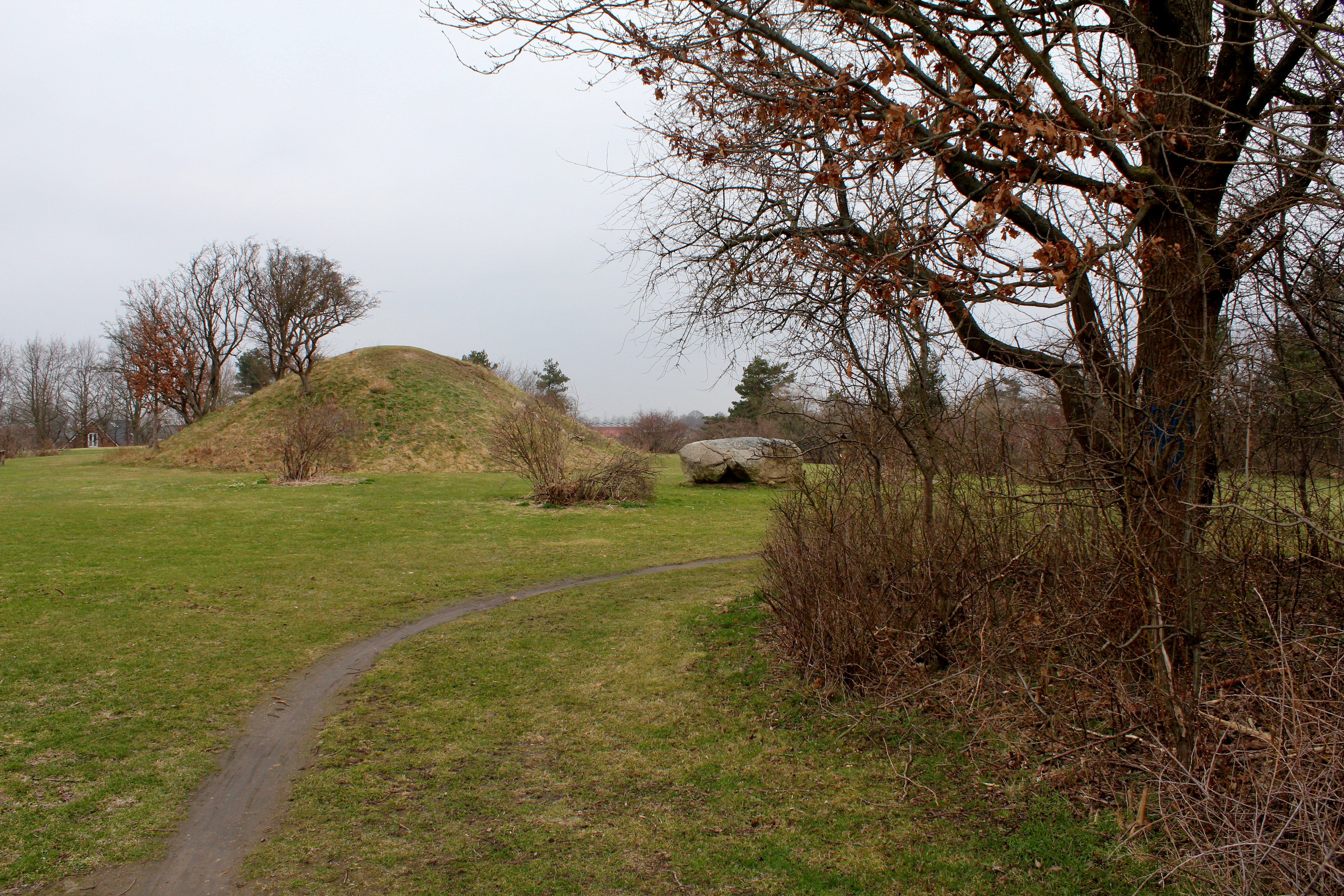
Ganggrab Stuehøj

Das Ganggrab Stuehøj ( „Stubenhügel “ – auch Harpagers Høj genannt) liegt auf der dänischen Insel Seeland im Norden der Egedal Kommune auf einer Rasenfläche am Ahornvej. Dieses 2006 vom Dänischen Nationalmuseum erneut ausgegrabene und restaurierte Ganggrab der Trichterbecherkultur (TBK) aus der Jungsteinzeit, das etwa 3.500 v. Chr. gebaut wurde, befindet sich in einem etwa 20,0 m großen und drei Meter hohen Rundhügel. Die mittelgroße Kammer besteht aus 13 Trag- und drei Decksteinen, der Gang aus sechs Trag- und zwei Decksteinen. Das Ganggrab ist eine Bauform jungsteinzeitlicher Megalithanlagen, die aus einer Kammer und einem baulich abgesetzten, lateralen Gang besteht. Diese Form ist primär in Dänemark, Deutschland und Skandinavien, sowie vereinzelt in Frankreich und den Niederlanden zu finden.
Der Stuehøj ist eine mehr als 1000 Jahren genutzte Megalithanlage, die bereits 1834 bei einer privaten Ausgrabung ausgeräumt wurde. Nach der Beschreibung von 1875 waren zwei Decksteine sichtbar. Der ursprüngliche Zugang wurde mit Erde verfüllt und der Zugang zur Kammer erfolgte durch ein Loch in der Decke. Ein Kammerende war mit Erde gefüllt das andere war nahezu leer. Das südliche Ende war gut erhalten. Es fanden sich einige Dinge, die während der Ausgrabungen im Jahr 1834 übersehen worden waren Unter anderem eine Axt und zwei Dolche aus Feuerstein aus der zweiten Hälfte der Jungsteinzeit sowie ein kleines Rasiermesser aus Bronze, das aus einer Urne die in der späten Bronzezeit in den Hügel gelangte, stammen kann. Von den Funden befinden sich einige im Nationalmuseum.
In der Nähe liegt Kong Svends Høj

Ganggrab Stuehøj
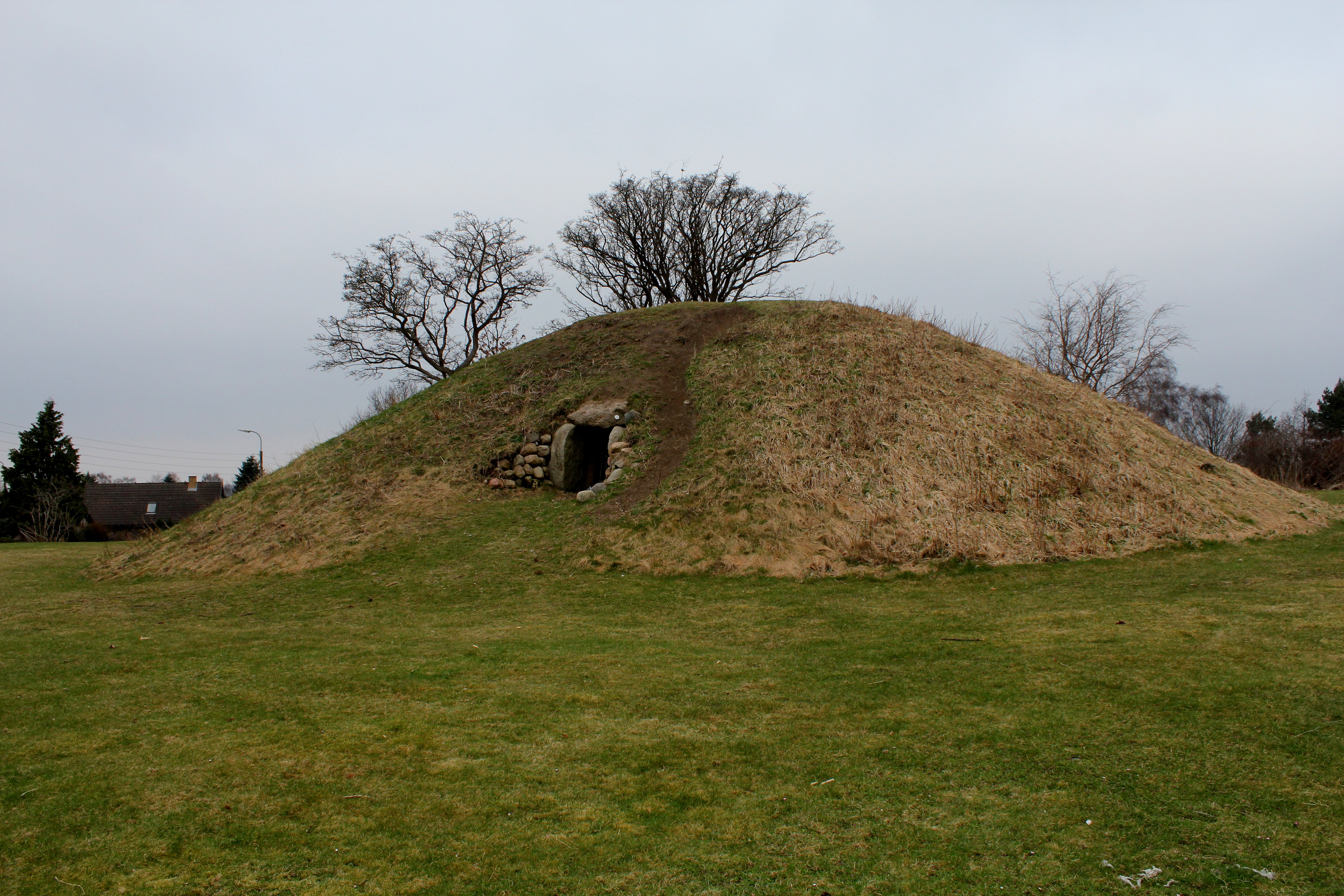
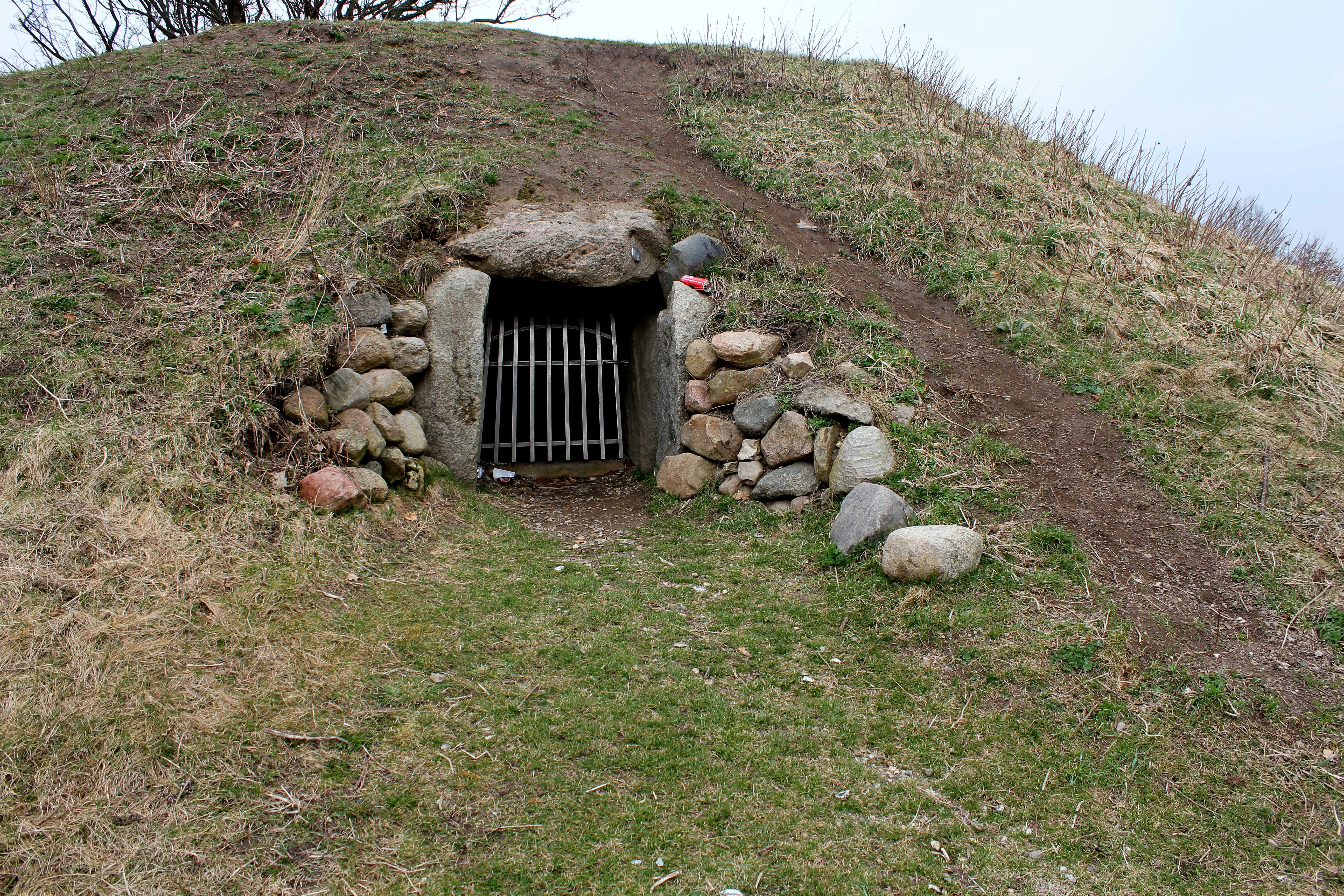
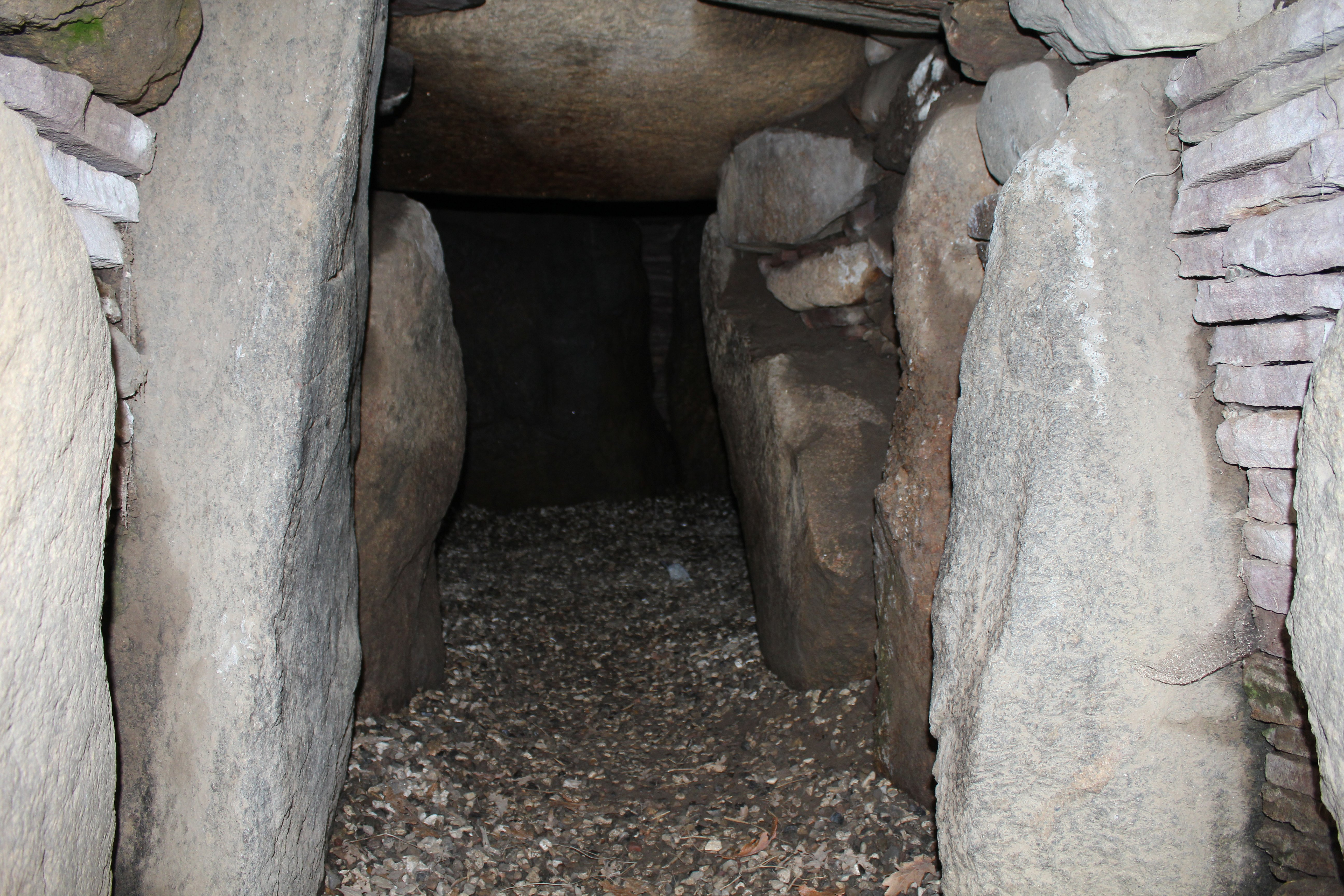
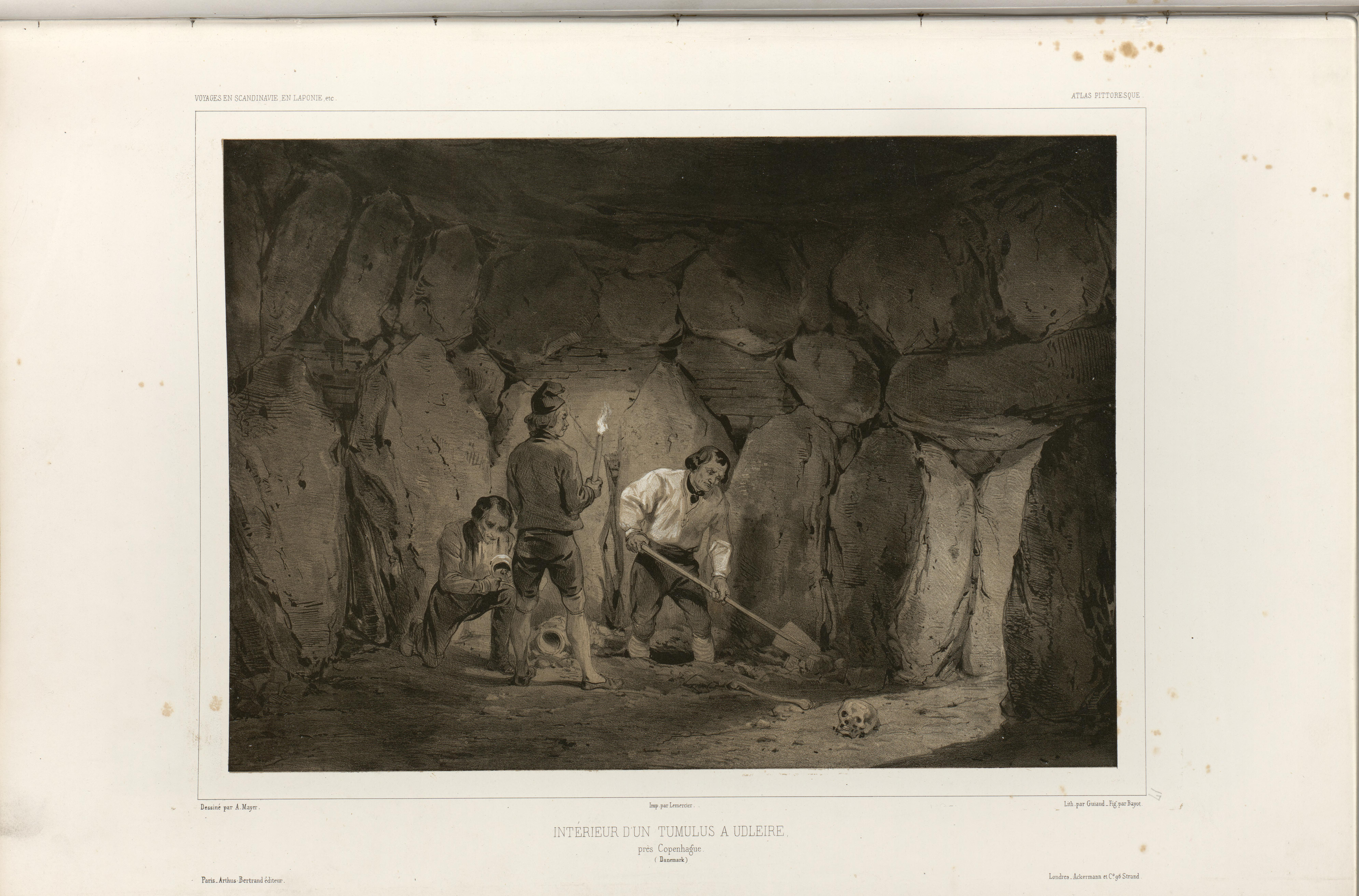
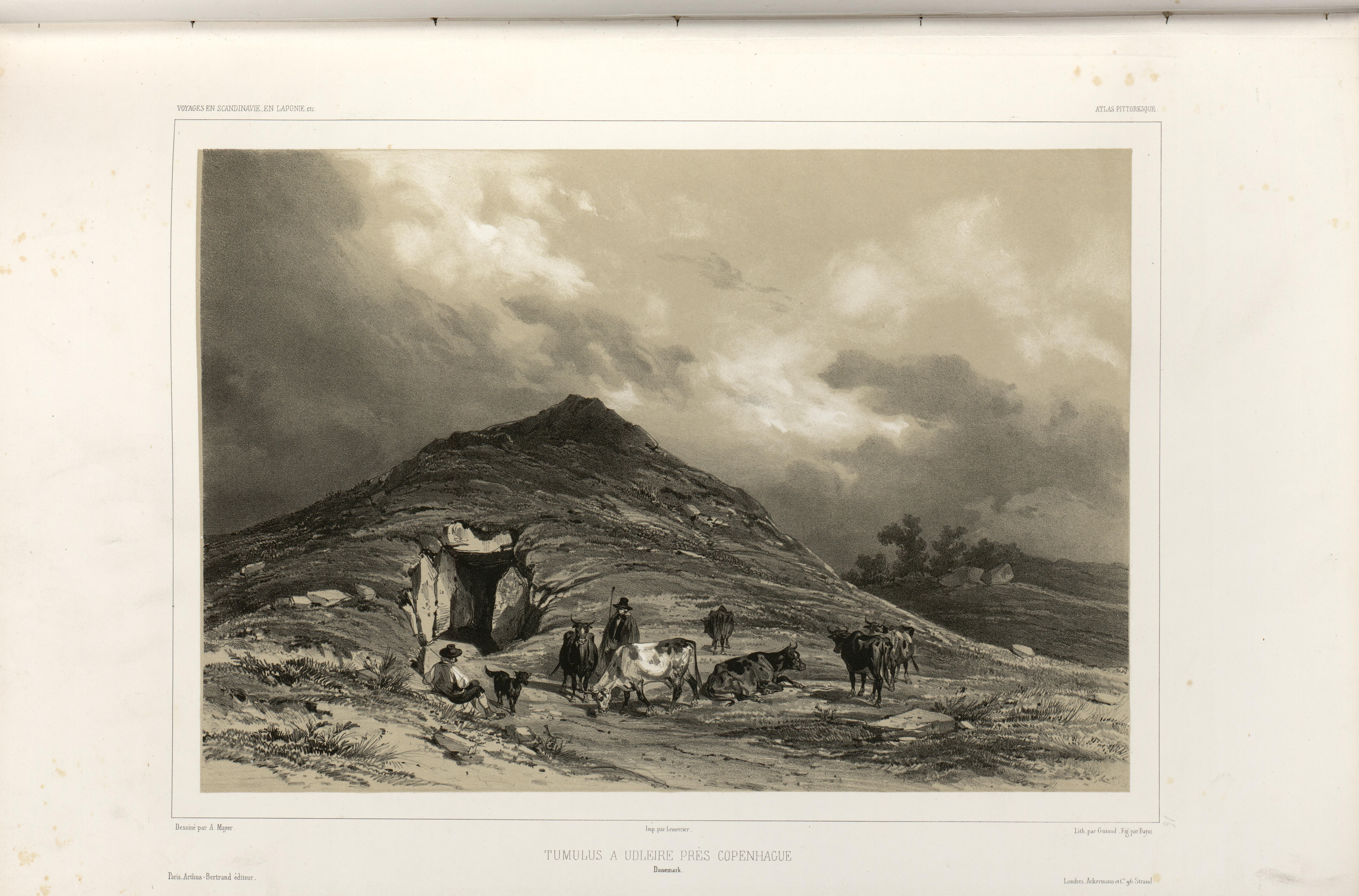